# C. Jérôme
C. Jérôme, echte naam Claude Dhotel (Parijs, 21 december 1946 – aldaar, 14 maart 2000), was een Frans zanger.

## Loopbaan
Zijn grootste successen behaalde C. Jérôme in de jaren 70. In zijn dertig jaar durende carrière heeft hij meer dan 26 miljoen platen verkocht. Zijn grootste hit scoorde hij in 1974 met C'est moi. Deze plaat was op 14 september 1974 verkozen tot Alarmschijf, werd veel gedraaid op Hilversum 3 en werd een grote hit in Nederland. De plaat bereikte de 6e positie in de Nederlandse Top 40 en de Nationale Hitparade.
Ook 'Kiss me' en 'J'ai encore rêvé d'elle' (duet met Joëlle Mogensen) deden het goed in Frankrijk en België.
Vanaf 1995 presenteerde hij een radioprogramma op Radio Monte Carlo. Gedurende de zomer van 1996 presenteerde hij een dagelijkse televisieshow 'La Chanson Trésor'.
Op 14 maart 2000 stierf C. Jérôme aan de gevolgen van kanker.

## Discografie

### Singles
| Single met eventuele hitnotering(en) in de Nederlandse Top 40 | Datum van verschijnen | Datum van binnenkomst | Hoogste positie | Aantal weken | Opmerkingen                             |
| ------------------------------------------------------------- | --------------------- | --------------------- | --------------- | ------------ | --------------------------------------- |
| C'est moi                                                     | 1974                  | 21-09-1974            | 6               | 11           | nr 6. Nationale Hitparade / Alarmschijf |

### NPO Radio 2 Top 2000
| Nummer met noteringen in de NPO Radio 2 Top 2000 | '01  | '02  | '03 | '04  | '05  | '06  | '07  | '08  | '09  | '10  | '11  | '12  |
| ------------------------------------------------ | ---- | ---- | --- | ---- | ---- | ---- | ---- | ---- | ---- | ---- | ---- | ---- |
| C'est moi                                        | 1418 | 1899 | -   | 1802 | 1537 | 1807 | 1910 | 1803 | 1404 | 1715 | 1688 | 1427 |

1. ↑  Een '-' betekent dat het nummer niet was genoteerd en een vetgedrukt getal geeft de hoogste notering aan.
2. ↑  2001 was het eerste jaar met een notering voor dit nummer.
3. ↑  Deze tabel is bijgewerkt tot en met de laatste editie (2024).